# Marian Różycki
Marian Władysław Różycki (ur. 10 marca 1938 we Lwowie, zm. 2 września 2014 w Krakowie) – polski zootechnik i genetyk, profesor nauk rolniczych.

## Życiorys
W 1963 ukończył studia na Wydziale Zootechnicznym Wyższej Szkoły Rolniczej w Krakowie. Na te samej uczelni w 1970 doktoryzował się na podstawie pracy zatytułowanej Próba opracowania uproszczonej metody oceny umięśnienia i otłuszczenia boczku. Habilitował się w Instytucie Zootechniki w 1978 na podstawie monografii Podstawy genetyczne pracy hodowlanej nad trzodą chlewną w stadzie zamkniętym. W 1989 otrzymał tytuł profesora nauk rolniczych.
Od lat 60. był zawodowo związany z krakowskim Instytutem Zootechniki, dochodząc do stanowiska profesora. Był zastępcą dyrektora ds. naukowych (1983–1991), następnie pełnił funkcję przewodniczącego rady naukowej tej instytucji. W 2002 został członkiem korespondentem Polskiej Akademii Nauk, wszedł w skład prezydium Komitetu Nauk Zootechnicznych PAN. Był długoletnim członkiem Komitetu Badań Naukowych, Centralnej Komisji do Spraw Stopni i Tytułów oraz Rady Głównej Jednostek Badawczo-Rozwojowych. Został również przewodniczącym rad naukowych Instytutu Genetyki i Hodowli Zwierząt PAN w Jastrzębcu oraz Instytutu Fizjologii i Żywienia Zwierząt PAN w Jabłonnie, a także przewodniczącym rady hodowlanej Polskiego Związku Hodowców i Producentów Trzody Chlewnej POLSUS, przewodniczącym rady konsultacyjnej branżowego czasopisma „Trzoda Chlewna” oraz wykładowcą PWSZ w Sanoku.
W pracy badawczej zajmował się problematyką możliwości genetycznego doskonalenia trzody chlewnej. Jako autor i współautor brał udział w tworzeniu metod oceny wartości hodowlanej świń pod kątem cech tucznych i rzeźnych.

## Odznaczenia i wyróżnienia
- Krzyż Komandorski Orderu Odrodzenia Polski (2011)[5]
- Krzyż Oficerski Orderu Odrodzenia Polski (2001)[6]
- Krzyż Kawalerski Orderu Odrodzenia Polski (1988)[4]
- Srebrny Krzyż Zasługi (1977)[4]
- Medal Komisji Edukacji Narodowej
- tytuł doktora honoris causa Akademii Rolniczej w Szczecinie (2004, laudację wygłosił Ryszard Czarnecki)[7]
- tytuł doktora honoris causa Uniwersytetu Technologiczno-Przyrodniczego w Bydgoszczy (2010, laudację wygłosił Wojciech Kapelański)[4][8]